# موتور رفت و برگشتی
موتور رفت و برگشتی یا موتور پیستونی(به انگلیسی: Piston engine)، یک ماشین گرمایی است که با استفاده از یک یا چند پیستون، که حرکت رفت و برگشتی انجام می‌دهند، فشار را به حرکت دورانی تبدیل می‌کند. انواع اصلی موتورهای رفت و برگشتی شامل موتورهای درون‌سوز، موتور بخار و موتور استرلینگ می‌شوند.
یک موتور رفت و برگشتی، ممکن است یک یا تعداد بیشتری پیستون داشته باشد. هر پیستون، داخل یک سیلندر قرار دارد. گازی که وارد سیلندر می‌شود، در موتورهای بخار، از قبل داغ و فشرده شده‌است. در سایر موتورهای رفت و برگشتی، این گاز ابتدا وارد سیلندر شده و سپس در داخل سیلندر در اثر اشتعال مخلوط سوخت و هوا (در موتورهای درون‌سوز) یا در اثر انتقال حرارت از یک منبع حرارتی (در موتور استرلینگ)، گرم می‌شود. گاز گرم، منبسط شده و پیستون را به پایین سیلندر هُل می‌دهد. پیستون دوباره در اثر چرخش چرخ طیار یا توان ایجاد شده توسط سایر پیستون‌ها، به نقطهٔ مرگ بالا برمی‌گردد. در بیشتر انواع موتورهای رفت و برگشتی، گازهای منبسط شده با بازگشت پیستون از سیلندر خارج می‌شوند.

## تاریخچه
یک نمونهٔ اولیه از تبدیل حرکت دورانی به رفت و برگشتی، (عکس موتورهای رفت و برگشتی)، در چوب‌بری‌های روم باستان (بین سده‌های ۳ تا ۶ شده‌است. در این سامانه، یک میلهٔ رابط، حرکت چرخشی چرخ آبگرد را به حرکت خطی ارّه تبدیل می‌کرد.
یک نمونهٔ دیگر، پمپ پیستونی رفت و برگشتی، ساخته شده توسط بدیع‌الزمان جزری در سال ۱۲۰۶ است.
موتور رفت و برگشتی، در سده ۱۸، ابتدا به صورت ماشین حرارتی نیوکامن (موتور بخار جوی) و سپس به صورت موتور بخار در اروپا ساخته شد. سپس موتور استرلینگ و موتور درون‌سوز در سده ۱۹ ابداع شدند. امروزه رایج‌ترین نوع موتورهای رفت و برگشتی، موتورهای درون‌سوز هستند که با استفاده از انرژی ناشی از احتراق بنزین، گازوئیل، ال‌پی‌جی یا سی‌ان‌جی، وسایل نقلیه موتوری را به حرکت درمی‌آورند.